# Aeropuerto Internacional de Gimpo
El Aeropuerto Internacional de Gimpo (IATA: GMP, OACI: RKSS), hangul: 김포국제공항), conocido antiguamente como Aeropuerto Internacional de Kimpo, es el segundo mayor aeropuerto de Corea del Sur detrás del Aeropuerto Internacional de Incheon. Se ubica en el límite oeste de la ciudad de Seúl.

## Aerolíneas y destinos
El aeropuerto internacional de Gimpo opera principalmente vuelos de cabotaje y ciertos vuelos internacionales a países cercanos.

### Vuelos nacionales
- Asiana Airlines (Gwangju, Jeju, Pohang, Sacheon-Jinju, Ulsan, Yeosu)
- Air Busan (Busan)
- Eastar Jet (Jeju)
- Jeju Air (Jeju)
- Jin Air (Jeju)
- Korean Air (Busan, Gwangju, Jeju, Pohang, Sacheon-Jinju, Ulsan, Yeosu)
- T´Way Airlines (Jeju)

### Vuelos internacionales
- Air China (Pekín)
- All Nippon Airways (Osaka-Kansai, Tokio-Haneda)
- Asiana Airlines (Osaka-Kansai, Pekín, Shanghái-Hongqiao, Tokio-Haneda)
- China Airlines (Taipei-Songshan)
- China Eastern Airlines (Shanghái-Hongqiao)
- China Southern Airlines (Pekín)
- Eastar Jet (Taipei-Songshan)
- EVA Air (Taipei-Songshan)
- Japan Airlines (Tokio-Haneda)
- Korean Air (Osaka-Kansai, Pekín, Shanghái-Hongqiao, Tokio-Haneda)
- Shanghai Airlines (Shanghái-Hongqiao)
- T´Way Airlines (Taipei-Songshan)

### Destinos nacionales
| Ciudad  | Nombre del aeropuerto                     | Aerolíneas                 | Aeronaves | Frecuencias semanales |
| ------- | ----------------------------------------- | -------------------------- | --------- | --------------------- |
| Busán   | Aeropuerto Internacional de Gimhae        | Air Busan Korean Air       | A32x      |                       |
| Gwangju | Aeropuerto de Gwangju                     | Asiana Airlines Korean Air |           |                       |
| Jinju   | Aeropuerto Internacional de Jinju-Sacheon | Asiana Airlines Korean Air |           |                       |
| Pohang  | Aeropuerto de Pohang                      | Asiana Airlines Korean Air |           |                       |
| Ulsan   | Aeropuerto de Ulsan                       | Asiana Airlines Korean Air |           |                       |
| Yeosu   | Aeropuerto de Yeosu                       | Asiana Airlines Korean Air |           |                       |

### Destinos internacionales
| Ciudades | Nombre del aeropuerto                         | Aerolíneas                                                          | Aeronaves | Frecuencias semanales |
| Asia     | Asia                                          | Asia                                                                | Asia      | Asia                  |
| -------- | --------------------------------------------- | ------------------------------------------------------------------- | --------- | --------------------- |
| China    |                                               |                                                                     |           |                       |
| Pekín    | Aeropuerto Internacional de Pekín-Capital     | Air China Asiana Airlines China Southern Airlines Korean Air        |           |                       |
| Shanghái | Aeropuerto Internacional de Shanghái-Hongqiao | Asiana Airlines China Eastern Airlines Korean Air Shanghai Airlines |           |                       |
| Japón    |                                               |                                                                     |           |                       |
| Osaka    | Aeropuerto Internacional de Kansai            | All Nippon Airways Asiana Airlines Korean Air                       |           |                       |
| Tokio    | Aeropuerto Internacional de Haneda            | All Nippon Airways Asiana Airlines Japan Airlines Korean Air        |           |                       |
| Taiwán   |                                               |                                                                     |           |                       |
| Taipéi   | Aeropuerto de Taipéi Songshan                 | China Airlines Eastar Jet EVA Air T´Way Airlines                    | B737      |                       |

## Estadísticas

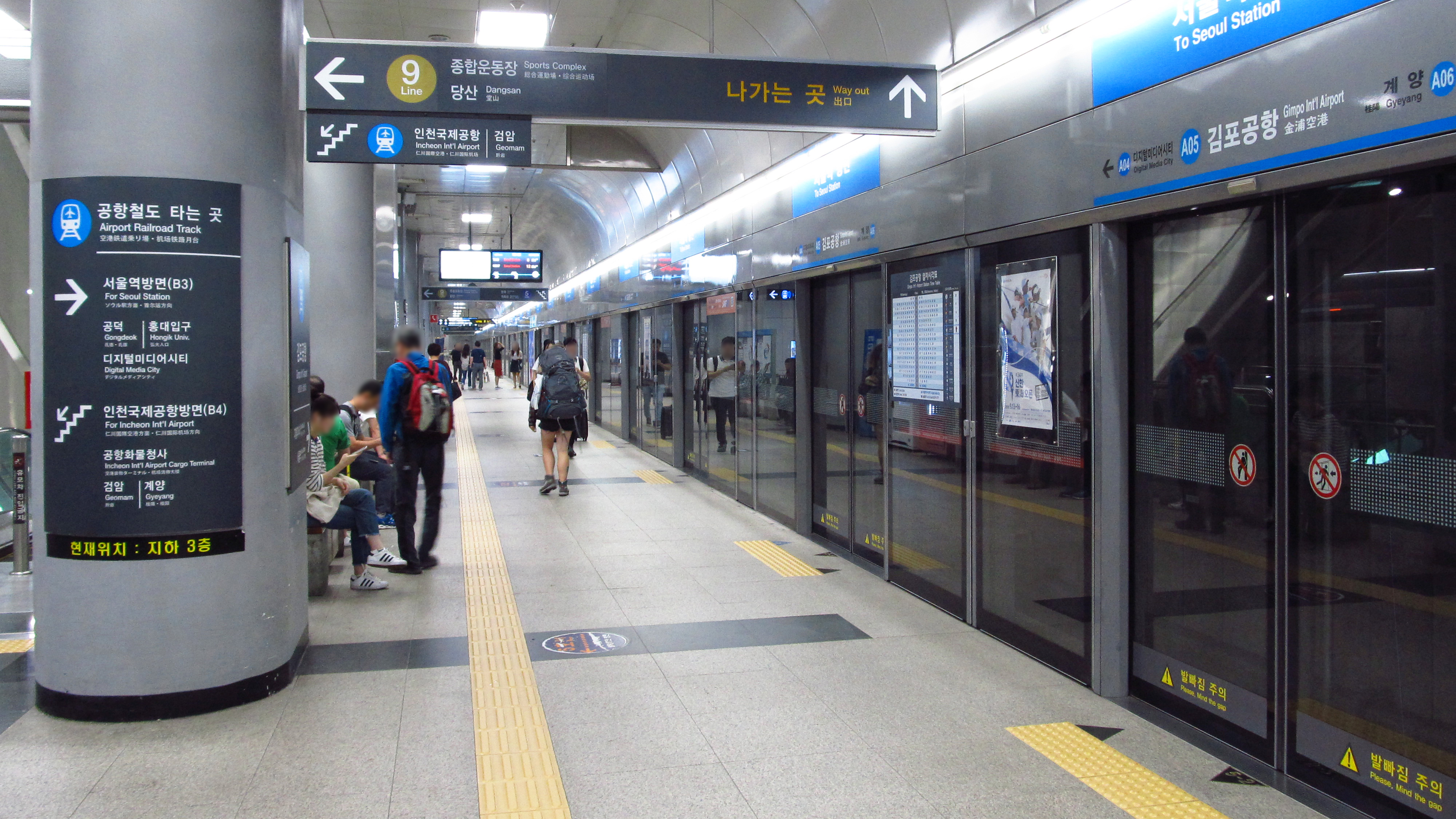
Estación de metro junto al aeropuerto

El Metro de Seúl está unido al aeropuerto por un pasaje subterráneo

Ver fuente y consulta Wikidata.

## Accidentes notables
- En 1978 misiles soviéticos dañaron al Vuelo 902 de Korean Airlines, matando a dos pasajeros. El avión en rumbo desde París a Seoul aterrizó cerca a la ciudad de Murmansk, sin problemas y sin registrarse otras víctimas.

- En 1983 el Vuelo 007 de Korean Air, en ruta desde el aeropuerto John F. Kennedy en Nueva York, con escala en el Aeropuerto Internacional Ted Stevens Anchorage en Alaska, voló accidentalmente sobre espacio aéreo soviético y fue derribado. Ningún pasajero o miembro de la tripulación logró salvarse.

- En 1987 el Vuelo 858 de Korean Air en vuelo desde el Aeropuerto Internacional de Bagdad hacia Gimpo, con escalas en el Aeropuerto Internacional de Abu Dabi y el Aeropuerto Internacional Don Mueang sufrió un atentado con bombas colocadas por agentes secretos norcoreanos. Todos los ocupantes del vuelo murieron luego de la explosión del avión sobre el Mar de Andamán.

- En 1997 el Vuelo 801 de Korean Air, un Boeing 747 despegado de Gimpo se estrelló en Nimitz Hill, Guam mientras se dirigía al Aeropuerto Internacional Antonio B. Won Pat, sobreviviendo sólo 26 de los ocupantes.